# Moskovets
Moskovets (Bulgaars: Московец) is een dorp in de Bulgaarse gemeente Karlovo, oblast Plovdiv. Het dorp ligt hemelsbreed 57 km ten noordoosten van Plovdiv en 111 km ten oosten van Sofia.

## Bevolking
Op 31 december 2020 telde het dorp Moskovets 208 inwoners. Het aantal inwoners vertoont al jaren een dalende trend: in 1965 woonden er nog 481 mensen in het dorp.
|  |

In het dorp wonen vooral etnische Bulgaren, maar ook een kleine minderheid van Roma en Turken. In de optionele volkstelling van 2011 identificeerden 226 van de 248 ondervraagden zichzelf als etnische Bulgaren, oftewel 91,1%. De overige inwoners identificeerden zichzelf vooral als etnische Roma (20 ondervraagden - 8,1%).
| Etnische samenstelling van de respondenten (2011) | Etnische samenstelling van de respondenten (2011) | Etnische samenstelling van de respondenten (2011) | Etnische samenstelling van de respondenten (2011) | Etnische samenstelling van de respondenten (2011) |
| ------------------------------------------------- | ------------------------------------------------- | ------------------------------------------------- | ------------------------------------------------- | ------------------------------------------------- |
|                                                   |                                                   |                                                   |                                                   |                                                   |
| Bulgaren                                          | Bulgaren                                          |                                                   | 91,1%                                             | 91,1%                                             |
| Turken                                            | Turken                                            |                                                   | 0,0%                                              | 0,0%                                              |
| Roma                                              | Roma                                              |                                                   | 8,1%                                              | 8,1%                                              |
| Anders/Onbekend                                   | Anders/Onbekend                                   |                                                   | 0,8%                                              | 0,8%                                              |

Banja · Begoentsi · Bogdan · Christo Danovo · Dabene · Domljan · Gorni Domljan · Iganovo · Kalofer · Karavelovo · Karlovo · Karnare · Kliment · Klisoera · Koertovo · Marino Pole · Moskovets · Mratsjenik · Pevtsite · Prolom · Rozino · Slatina · Sokolitsa · Stoletovo · Vasil Levski · Vedrare · Vojnjagovo